# Hydrocarbon thơm

Benzen

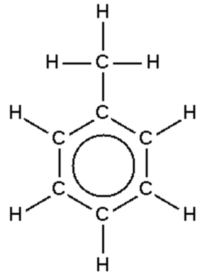
Toluen

Hyđrocacbon thơm hay còn gọi là aren bao gồm benzen và đồng đẳng của nó, hyđrocacbon thơm nhiều nhân, hợp chất thơm không chứa vòng benzen.
Tên gọi "thơm" xuất phát từ chỗ những hợp chất đầu tiên tìm được thuộc loại này có mùi thơm khác nhau. Tên thơm vẫn được giữ cho đến ngày nay, mặc dầu nhóm hyđrocacbon thơm bao gồm cả những hợp chất không có mùi thơm. Chúng thể hiện tính chất thơm tương tự benzen. Hiđrocacbon thơm là loại hyđrocacbon mạch vòng có tính chất thơm mà benzen là điển hình và quan trọng nhất.
Một số chất khác:
- toluen
- naphtalen
- anthracen
- xylen
- etylbenzen
- styren